# 新伦巴赫
新伦巴赫是奥地利下奥地利州圣帕尔滕兰县的一个市镇。总面积51.63平方公里，总人口7378人，人口密度142.9人/平方公里（2005年）。